# 光復大陸設計研究委員會

中華民國過去的行政區劃以及領土糾紛。

光復大陸設計研究委員會又稱光復大陸委員會、光復會，成立於1954年11月1日，為中華民國政府所設立的一個官署機構，該機關曾經直屬於中華民國總統府。前身為1950年設立的行政院設計委員會。1991年5月1日廢除。

## 成立背景
1949年後，中華民國政府因第二次國共內戰節節敗退，中央政府遷至臺北市，其實際統治範圍逐漸只剩下台澎金馬以及南海諸島。

## 設置經過

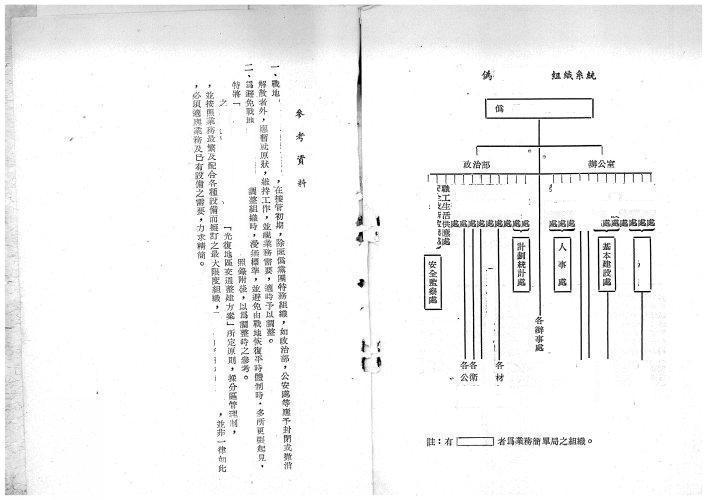
光復大陸設計研究委員會的成立文件，內文稱「中華人民共和國中央人民政府」為偽政府

1950年8月9日，時任中華民國行政院院長陳誠主持第144次行政院會議时，提出成立“行政院设计委员会”，以设计反攻大陆各项方案的议案，无异议获得通过；16日第145次行政院會議通过《行政院设计委员会组织规程》；12月27日第165次行政院會議通过聘任阎锡山等168人为“设计委员”。
1953年，韓戰結束。因韓戰重新獲得美國政府支持的中華民國政府，與中国人民解放军的戰爭狀態稍緩，但仍處尖銳對立的情勢。
1954年7月16日，時任中華民國總統蔣中正依照《動員戡亂時期臨時條款》授權，以總統令公布《光復大陸設計研究委員會組織綱要》，聘請時任副總統陳誠兼主任委員；10月9日，又聘請胡適、曾寶蓀、左舜生、徐傅霖、徐永昌為該會副主任委員，邱昌渭為秘書長。11月1日，光復大陸設計研究委員會正式開始辦公，直屬總統府，取代原先行政院設計委員會的功能；11月25日，該會在台北中山堂舉行成立大會，全體第一屆國民大會代表及原行政院設計委員會成員為該會委員。

## 組織與功能
依據中華民國政府官方說法，該委員會主要功能為配合設計中華民國「反攻大陸」後對中國大陸地區的施政準則與方向。其內容包含內政、國際關係、軍事、財政、經濟、教育文化、交通、司法、邊疆、僑務等等相關行政。

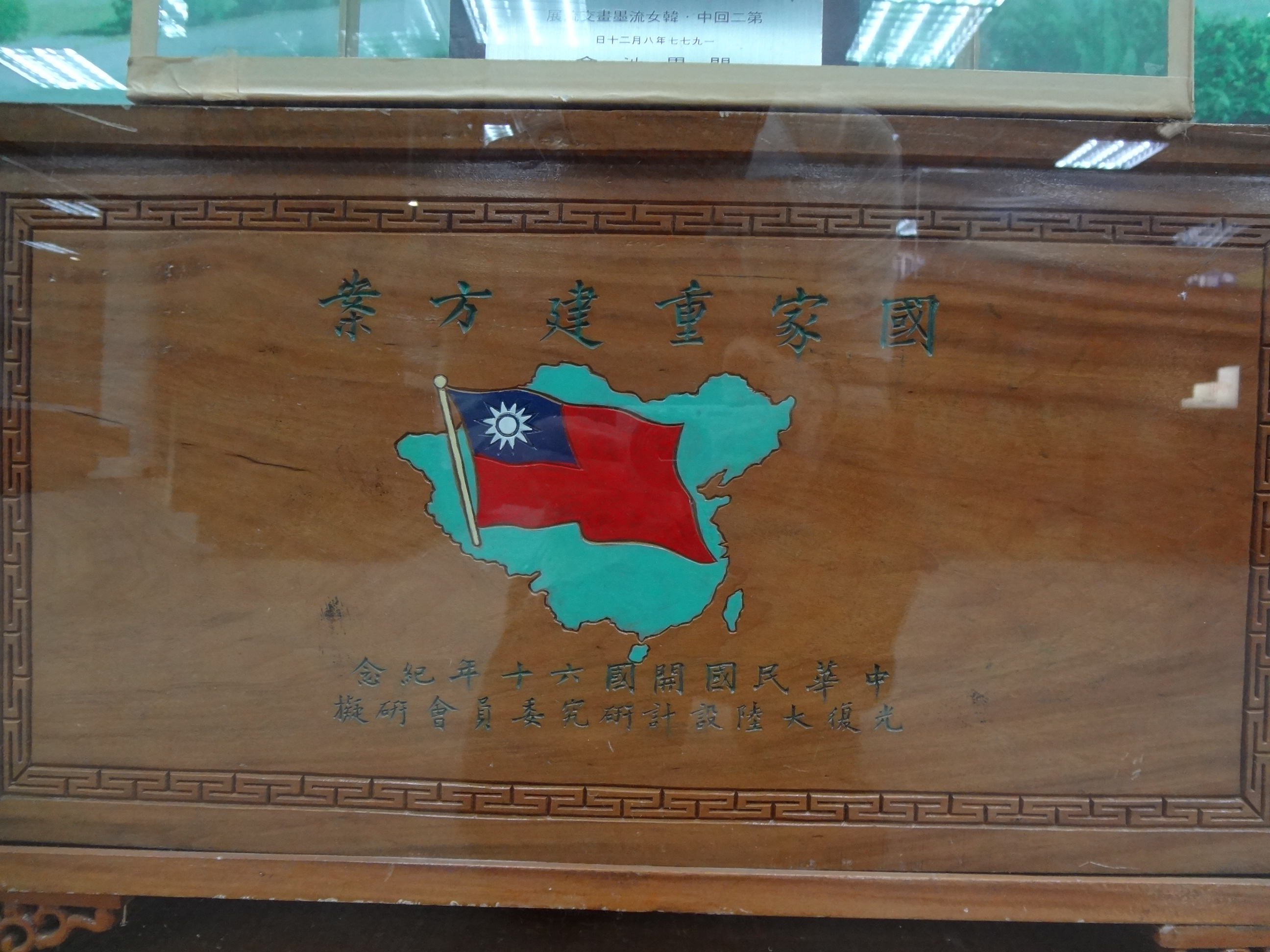
光復大陸委員會研擬的《國家重建方案》，現藏於國立國父紀念館館史室

光復大陸委員會為一龐大組織，無給職的委員數目並無明定，不過通常遴選自1000多名的國民大會代表。該委員會雖無實際的行政力，但1950年代～1960年代最盛期不但於台北市中山堂擁有辦公廳，也在臺澎金馬各個縣市政府設立該委員會的專屬辦事處。
在功能方面，據《光復大陸設計研究委員會組織綱要》主旨言明，光復大陸委員會的組織功能為中華民國政府研擬光復大陸之方案。該委員會設有內政組、國際關係組、軍事組、財政組、經濟組、教育文化組、交通組、司法組、邊疆組、僑務組並就其為負責內容，綜合及調整各種方案。除此，直屬總統府的該委員會還擁有各部會首長及相關人員列席報告的權力。
在實務運作方面，該委員會所屬各組每月需要舉行會議一次，綜合研究組每半年舉行會議一次，全體委員會議每年舉行一次，而各種會議以訂定研究計劃方案為主。在此運作下，該委員會於成立期間內，陸續發表了七百多個諸如《光復地區內政整建方案》、《光復地區財政整建方案》、《光復地區交通整建方案》等等的光復地區方案。而此類型方案不但蒐集大陸鐵幕的實際情形，還以文字與圖表分配「光復後」各部門業務範圍、權限、戰地管理機構組織，甚至詳細指派「光復後」大陸地區各中央政府與地方政府的首長及其負責人等細節。
雖說該委員會位階甚高、直屬於中華民國總統府，且主任委員由副總統等高層官員擔任；但是因為1950年代之後，中華民國政府因內戰失去中國大陸的治權，該會所提七百多個方案自然無法實施。

## 歷任主要負責人

### 主任委員
- 陳誠（1954年7月16日—1965年3月5日）
- 薛岳（1966年5月27日—1991年6月30日）

### 副主任委員
- 胡適（1954年10月9日—1962年2月24日）
- 曾寶蓀（1954年10月9日—1978年7月27日）
- 左舜生（1954年10月9日—1969年10月16日）
- 徐傅霖（1954年10月9日—1958年1月12日）
- 徐永昌（1954年10月9日—1959年7月12日）
- 張知本（1962年12月23日—1976年8月15日）
- 薛岳（1962年12月23日—1966年5月27日）
- 于斌（1962年12月23日—1978年8月16日）
- 莫德惠（1966年5月27日—1968年4月17日）
- 陳啟天（1971年3月9日—1984年8月10日）
- 孫亞夫（1971年3月9日—1979年9月13日）
- 袁守謙（1979年1月17日—1991年6月30日）
- 陳啟川（1979年1月17日—1991年6月30日）
- 端木愷（1979年1月17日—1987年5月30日）
- 楊毓滋（1981年5月1日—1991年6月30日）
- 沈雲龍（1985年10月8日—1987年10月11日）
- 郭驥（1989年5月19日—1990年1月26日）

### 秘書長
- 邱昌渭（1954年10月9日—1956年7月24日）
- 朱懷冰（1958年2月10日—1966年6月4日）
- 郭驥（1966年6月4日—1990年1月26日）
  - 吳克英（代理）（1990年2月12日—1991年6月30日）

## 廢止
1980年代中期之後，隨著取消臺灣省戒嚴令與民主化，加上兩岸实力对比和兩岸關係和緩，蔣經國政府逐渐放棄「武力反攻大陸」的國家政策，光復會日漸縮小規模、也漸不受重視。
1991年5月1日，總統令公布廢止《動員戡亂時期臨時條款》，動員戡亂時期終止。1991年6月30日，光復會裁撤，最後一任主任委員為薛岳。光復會裁撤之後，實際運作的行政與建議方案功能被大陸委員會與國家統一委員會等新設立機構所替代。

## 後續
與其他許多於台灣解嚴後的政府機構相同，光復會也擁有零星未完善處理的土地資產。2006年3月，光復會位於西門町漢中街45號、價值新台幣上億元之廳舍，被民主進步黨台北市議員藍世聰、劉耀仁指稱遭該會退休工作人員非法侵占並收租營利。2020年7月3日，劉耀仁宣布，漢中街45號光復會廳舍確定將拆除改建西門町旅客服務中心。

### 引用
1. 1 2  賴暋、任念祖. . 國史館. 1989-06: 142-1078  [2022-06-19]. （原始内容存档于2022-11-27）.
2. ↑  《陈诚晚年（插图版）》，孙宅巍，浙江大学出版社: 2012年。原作為無插圖版《陈诚晚年》，孙宅巍，安徽人民出版社: 1996.
3. ↑  陳曼華; 林淑禎. .
4. 1 2  劉榮. . 臺北: 自由時報. 2006-03-30  [2012-09-29]. （原始内容存档于2012-02-04） （中文（繁體））.
5. 1 2  劉榮. . 臺北: 自由時報. 2006-03-30  [2012-09-29]. （原始内容存档于2009-01-29） （中文（繁體））.
6. ↑  
劉耀仁. . 臺北: 市議員 劉耀仁. 2020-07-03  [2020-07-21] （中文（繁體））.